# Таврос (окръг Фамагуста)
Та̀врос (на гръцки: Ταύρος; на турски: Pamuklu) е село в Кипър, окръг Фамагуста. Според статистическата служба на Северен Кипър през 2011 г. селото има 280 жители.
Де факто е под контрола на непризнатата Севернокипърска турска република.